# Cantone di Beaufort (Savoia)
Il Cantone di Beaufort o  Cantone di Beaufort-sur-Doron era una divisione amministrativa dell'arrondissement di Albertville.
È stato soppresso a seguito della riforma complessiva dei cantoni del 2014, che è entrata in vigore con le elezioni dipartimentali del 2015.
Comprendeva i comuni di:
- Hauteluce
- Beaufort
- Queige
- Villard-sur-Doron